# فيكرز فالبارايسو
فيكرز فالبارايسو (Vickers Valparaiso) طائرة قاذفة بريطانية خفيفة بسطحين من حقبة عشريتنيات القرن العشرين. صممت من قبل شركة فيكرز للتصدير على أساس طائرة فيكرز فيكسين ، بيعت إلى البرتغال و شيلي.

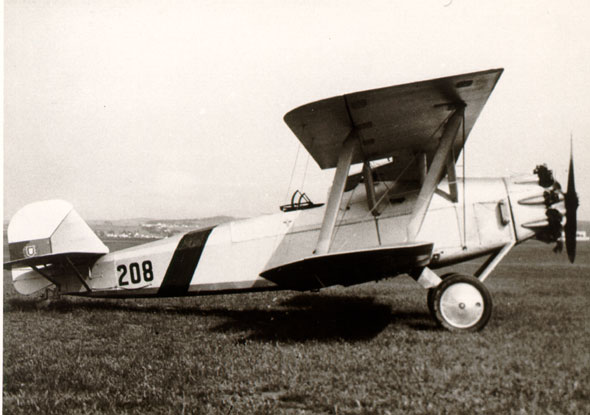
فيكرز فالبارايسو الثالثة البرتغالية.

## المشغلون
التشيلي
- القوات الجوية التشيلية

 البرتغال
- سلاح الجو البرتغالي

## للإستزادة
- فيكرز فينشر
- فيكرز فيكسين